# Thabang Radebe
Thabang Stemmer Radebe (Diepkloof, 18 agosto 1979) è un ex calciatore sudafricano, di ruolo portiere.

## Carriera

### Club
Ha giocato fino al 2005 all'Orlando Pirates. Nel 2005 è passato al Mabopane Young Masters. Nel 2006 si è trasferito al Black Leopards. Nel 2007 ha firmato un contratto con il SuperSport Utd. Nel 2008 è stato acquistato dal Bloemfontein Celtic, con cui ha concluso la propria carriera nel 2013.

### Nazionale
Ha debuttato in Nazionale il 10 luglio 2005, in Giamaica-Sudafrica (3-3). Ha partecipato, con la Nazionale, alla CONCACAF Gold Cup 2005. Ha collezionato in totale, con la maglia della Nazionale, una presenza e tre reti subite.

## Palmarès

### Club

#### Competizioni nazionali
- Premier Soccer League (Sudafrica): 2

Orlando Pirates: 2000-2001
SuperSport United: 2007-2008